# Robert Kyr

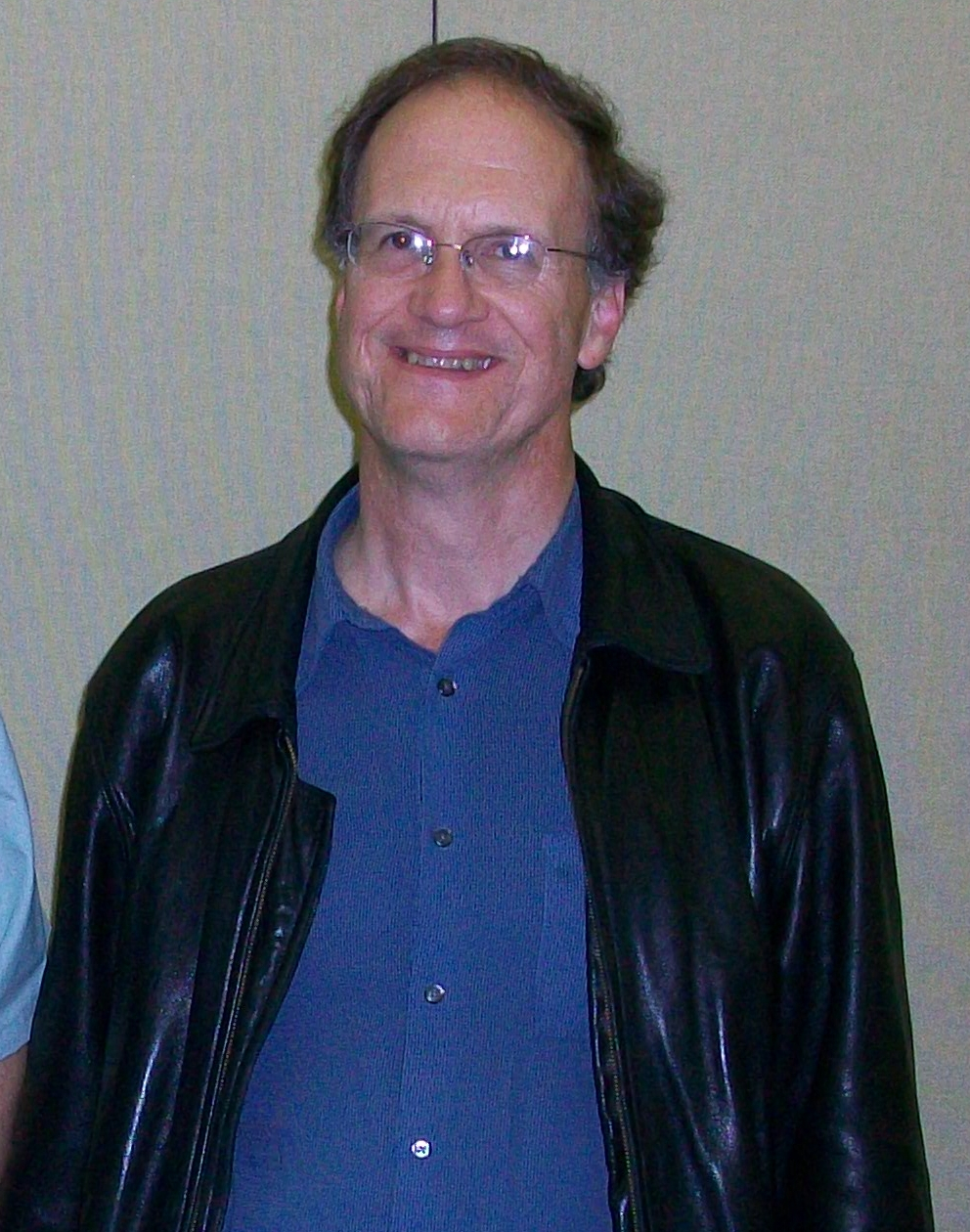
Robert Kyr, 2009

Robert Kyr (* 20. April 1952 in Cleveland) ist ein US-amerikanischer Komponist und Musikpädagoge.

## Leben
Nach dem Abschluss seines Studiums summa cum laude an der Yale University setzte Kyr sein Studium am Royal College of Music in London und an der Dartington Summer School for the Arts bei Peter Maxwell Davies fort. Den Master of Arts erlangte er 1978 an der University of Pennsylvania als Student von George Rochberg und George Crumb. Ab 1978 war er Junior Fellow an der Harvard University. Er studierte dort bei Donald Martino und Earl Kim und erhielt 1989 den PhD.
Kyr unterrichtete Komposition und Musiktheorie an der Yale University, an der University of California, Los Angeles an der Hartt School of Music, an der Justus-Liebig-Universität Giessen und der Aspen Music School und war Direktor für Kompositionsstudien an der Longy School of Music in Massachusetts. An der School of Music and Dance der University of Oregon wirkt er als Professor für Komposition und Leiter des Departments Komposition. Daneben leitet er mehrere Musikfestivals, das Oregon Bach Festival Composers Symposium, das Music Today Festival, die Vanguard Concert and Workshop Series sowie das Pacific Rim Gamelan.
Neben zwölf Sinfonien und drei Kammersinfonien komponierte Kyr u. a. chorsinfonische Werke, drei Violinkonzerte, Vokal- und kammermusikalische Werke in unterschiedlicher Besetzung, Filmmusiken, liturgische Werke, Werke für Gamelanmusiker und elektroakustische und elektronische Musik. Auf CD erschienen u. a. Unseen Rain, eine Sammlung von Chorwerken, The Passion according to Four Evangelists und Violin Concerto Trilogy. 2021 erschien das Album Robert Kyr: In Praise of Music.